# Squalus
Los Squalus, comúnmente conocidos como spurdos, son un género de tiburones de la familia Squalidae. 

## Especies
- Squalus acanthias (Linnaeus, 1758)
- Squalus acutirostris (Y. T. Chu, Q. W. Meng & S. Li, 1984)
- Squalus albifrons (Last, W. T. White & Stevens, 2007)
- Squalus altipinnis (Last, W. T. White & Stevens, 2007)
- Squalus blainville (A. Risso, 1827)
- Squalus brevirostris (Tanaka, 1917)
- Squalus bucephalus (Last, Séret & Pogonoski, 2007)
- Squalus chloroculus (Last, W. T. White & Motomura, 2007)
- Squalus crassispinus (Last, Edmunds & Yearsley, 2007)
- Squalus cubensis (Howell-Rivero, 1936)
- Squalus edmundsi (W. T. White, Last & Stevens, 2007)
- Squalus formosus (W. T. White & Iglésias, 2011)[1]
- Squalus grahami (W. T. White, Last & Stevens, 2007)
- Squalus griffini (Phillipps, 1931)
- Squalus hemipinnis (W. T. White, Last & Yearsley, 2007)
- Squalus japonicus (Ishikawa, 1908)
- Squalus lalannei (Baranes, 2003)
- Squalus megalops (Macleay, 1881)
- Squalus melanurus (Fourmanoir & Rivaton, 1979)
- Squalus mitsukurii (Jordan & Snyder, 1903)
- Squalus montalbani (Whitley, 1931)
- Squalus nasutus (Last, L. J. Marshall & W. T. White, 2007)
- Squalus notocaudatus (Last, W. T. White & Stevens, 2007)
- Squalus rancureli (Fourmanoir & Rivaton, 1979)
- Squalus raoulensis (Duffy & Last, 2007)
- Squalus suckleyi (Girard, 1854)
- Squalus uyato (Rafinesque, 1810)